# Сто тысяч миллиардов стихотворений
«Сто тысяч миллиардов стихотворений» (фр. Cent mille milliards de poèmes) — сборник сонетов французского поэта Раймона Кено, опубликованный в 1961 году. Оригинальная структура сборника позволяет получить заявленное в заглавии количество стихотворений.

## История создания
В 1960 году Раймон Кено основал, совместно с математиком Франсуа Ле Лионне, группу УЛИПО (фр. OULIPO, сокращение от Ouvroir de littérature potentielle — Мастерская потенциальной литературы). Целью группы было изучение и создание всевозможных литературных ограничений, а также выработка правил, по которым можно было бы без всякого вдохновения конструировать поэтические тексты.
Первым значительным произведением, созданным Кено как одним из членов УЛИПО, стал опубликованный в 1961 году сборник сонетов «Сто тысяч миллиардов стихотворений». По словам самого Кено, идею сборника подсказали ему не столько эксперименты улипистов, сколько детская книжка Têtes de rechange («Сменные головы»), листая которую можно было по-разному комбинировать полоски, изображавшие части тела и одежду забавных человечков.

## Принцип организации
Сборник содержит десять сонетов; каждая строка каждого сонета напечатана на отдельной полоске. Поскольку все сонеты имеют одинаковую схему рифмовки и одинаковые рифмы, строки можно комбинировать в любом порядке, открывая соответствующую полоску из каждого сонета. Количество потенциальных комбинаций огромно: 140 строк, содержащихся в десяти сонетах, дают возможность составить 1014 стихотворений, то есть число, заявленное в заглавии (100 000 000 000 000). На момент выхода сборника (умещавшегося на 38 страницах) это число превосходило количество не только всех когда-либо написанных сонетов, но и вообще всех текстов, созданных человечеством к тому времени.
Кено называл своё изобретение «машиной для производства стихов». Учитывая количество возможных комбинаций строк, любой человек, независимо от его литературных способностей, мог создать новое, ранее никем не читанное произведение. По подсчётам самого Кено, на прочтение всех потенциальных вариантов понадобилось бы двести миллионов лет беспрерывного круглосуточного чтения.
В наше время существуют интерактивные онлайн-публикации сонетов, позволяющие произвольно или автоматически генерировать тексты на базе сонетов Кено.

## Сонеты
Все сонеты в сборнике написаны александрийским стихом с цезурой между шестым и седьмым слогом. Схема рифм — aBaB aBaB ccD eeD — обусловлена сонетной формой. Все сонеты, кроме десятого, имеют сходную грамматическую структуру. Что касается тематики, то единство темы более или менее просматривается в пределах каждого сонета, но, разумеется, нарушается при перестановках. Стилистически сонеты также неоднородны: в них смешиваются высокий стиль и жаргон. Кроме того, в текстах используется большое количество омонимов, многозначных слов и идиоматических выражений, что обогащает тексты дополнительными смыслами.

## Издания
- Raymond Queneau. Cent mille milliards de poèmes. — Paris: Gallimard, 1961. — 38 p.
- Раймон Кено. Сто тысяч миллиардов стихотворений (перевод Т. Бонч-Осмоловской). — М.: Грантъ, 2002. — 32 с. — ISBN 5-89135-180-3.
- Раймон Кено. Сто тысяч миллиардов стихотворений (перевод Т. Бонч-Осмоловской) // Урал. — 2002. — № 6.

### Интернет-публикации
- Интерактивная версия на французском и английском. Дата обращения: 6 января 2017.
- Интерактивная версия на французском и русском. Дата обращения: 29 сентября 2021.
- Автоматический генератор сонетов (фр.). Дата обращения: 6 января 2017.